# Ronald Schalley
Ronald Schalley (Genk, 28 oktober 1968) is een Belgisch dammer. 

## Levensloop
Schalley behaalde zijn eerste Belgische titel in 1998.
Zijn echtgenote Ewa Minkina is eveneens actief in de damsport.

## Erelijst
- Kampioen van België 1998, 2003-2004-2005, 2007, 2012, 2015 en 2016
- Kampioen van België Blitz 1999, 2001-2002, 2005, 2008-2009
- Kampioen van België Rapid 2001, 2004, 2006, 2012-2013